# Velyki Berehy
Velyki Berehy, někdy jen Berehy (ukrajinsky Великі Береги, maďarsky Nagybereg) je obec v okrese Berehovo na jihozápadě ukrajinské Zakarpatské oblasti. Žije zde přibližně 2 500 obyvatel. 80 % jeho obyvatel mluví maďarsky. V obci je tkalcovské muzeum. Místní částí obce je Longodar.
Ve Velykých Berehách je sídlo jednotného územního společenství (ukrajinsky Нересницька сільська громада), do kterého patří Velyki Berehy a tyto další obce:
| Přepis do latinky | Název obce v cyrilici |
| Berehujfalu       | Берегуйфалу           |
| Kvasovo           | Квасово               |
| Nyžni Remety      | Нижні Ремети          |
| Verchni Remety    | Верхні Ремети         |

## Historie
První písemná zmínka o této obci pochází z roku 1214. Do uzavření Trianonské smlouvy byla obec součástí Uherska, poté pod názvem Berehy součástí Československa. Za první československé republiky zde byl obecní notariát, četnická stanice a poštovní úřad. Od roku 1945 byla obec součástí Ukrajinské sovětské socialistické republiky, která byla součástí SSSR. Od roku 1991 je obec součástí nezávislé Ukrajiny
Dne 12. června 2020 se Velyki Berehy spolu se 7 okolními vesnicemi staly centrem nově založeného jednotného územního společenství.

## Doprava
Obcí prochází úzkokolejná Boržavská hospodářská dráha.